# Das größte Spiel seines Lebens
Das größte Spiel seines Lebens (Originaltitel: The Greatest Game Ever Played) ist ein US-amerikanischer Film des Regisseurs Bill Paxton aus dem Jahr 2005. Die Filmbiografie im Stile eines Sportfilms zeigt den überraschenden Gewinn der Golf-U.S. Open 1913 durch den Amateur und Außenseiter Francis Ouimet.

## Handlung
Francis Ouimet wird dabei entdeckt, wie er heimlich auf dem Golfplatz spielt, wo er nur als Caddy arbeiten soll, da sein Ergebnis aber außergewöhnlich gut ist, wird er eingeladen, sich für die Amateurmeisterschaften zu qualifizieren. Bei einem Disput mit seinem betont bodenständigen Vater muss er diesem versprechen, bei einem Scheitern die Schläger an den Nagel zu hängen. Als er wegen Nervosität verschlägt, wird er einfacher Lagerist. Einige Zeit später beehrt ihn jedoch ein Offizieller, der ihn nun zu den US Open einlädt, die dort auf dem Platz stattfinden und an denen Superstar Harry Vardon und der Brite Ted Ray teilnehmen. Er ergreift die Chance und bricht sein Wort gegenüber seinem Vater, der ihm bittere Vorwürfe macht. Als sein Caddy ihn des Geldes wegen verlässt, heuert er widerstrebend den zehnjährigen Eddie Lowery an. Er bekommt seine Nerven aber immer besser in den Griff und gewinnt sensationell im Stechen gegen Vardon und Ray.

## Kritiken
„Routiniert inszeniertes Biopic, ganz im üblichen Stil von Sport-Erfolgsgeschichten inszeniert. Solide Unterhaltung mit guten Darstellern, die aber auch mit unübersehbaren dramaturgischen Schwächen belastet ist.“